# Carex fracta
Carex fracta Mack. es una especie de planta herbácea de la familia de las ciperáceas.

## Hábitat y distribución
Es nativa de la región occidental de Estados Unidos de Washington a California, donde crece en húmedo y en las áreas secas en los bosques de montaña y prados. 

## Descripción
Esta juncia produce densos racimos de tallos, a veces, superior a un metro de altura.Las hojas se adjuntan a la raíz con una característica delgada y membranosa vaina.La inflorescencia es un racimo denso o suelto con los picos de oro. Algunos se producen en los picos más bajos del tallo también.  Las flores están cubiertas por escamas de color claro.

## Taxonomía
Carex fracta fue descrita por  Kenneth Kent Mackenzie y publicado en Erythea 8(1–12): 38–39. 1922.
Etimología
Ver: Carex